# Донован, Конор
Ко́нор Э́ндрю До́нован (англ. Conor Andrew Donovan; род. 8 января 1996, Фьюквей-Варина, Северная Каролина, США) — американский футболист, защитник клуба «Сакраменто Рипаблик».

## Клубная карьера
Донован начал заниматься футболом в «Ай-эм-джи Академи», а после находился в системе клуба «Каролина Рэйлхокс».
В 2014 году Донован поступил в Университет штата Северная Каролина, где начал выступать за студенческую команду в NCAA.
В начале 2015 года Донован оставил университет и подписал контракт с MLS по программе Generation Adidas. На драфте он был выбран во втором раунде клубом «Орландо Сити». За «львов» он дебютировал 17 июня в матче Открытого кубка США против «Чарлстон Бэттери». Для получения игровой практики Конор на правах краткосрочной аренды был отдан в «Питтсбург Риверхаундс». 27 июля в матче против «Харрисберг Сити Айлендерс» он дебютировал в USL. После этого Донован вернулся в расположение «Орландо Сити». 9 августа в матче против «Филадельфия Юнион» он дебютировал в MLS, однако успев сыграть всего 10 минут, получил тяжёлую травму — разрыв передней крестообразной связки левого колена, от которой восстановился только к маю следующего года. Вторую половину сезона 2016 и большую часть сезона 2017 Донован провёл в фарм-клубе «Орландо Сити B». По завершении сезона 2017 «Орландо Сити» не стал далее продлевать контракт игрока.
В январе 2018 года Донован присоединился к клубу USL «Рио-Гранде Валли Торос». Дебютировал за «Торос» он 16 марта в матче стартового тура сезона 2018 против «Сент-Луиса».
31 мая 2018 года с Донованом подписал контракт клуб MLS «Хьюстон Динамо», чьим фарм-клубом являлся «РГВ Торос». Его дебют за «Динамо» состоялся 6 июня в матче в рамках четвёртого раунда Открытого кубка США против любительского клуба «Энтекс Райадос». По окончании сезона 2018 «Хьюстон Динамо» не продлил контракт с Донованом.
Перед сезоном 2019 Донован вернулся в «Рио-Гранде Валли Торос». По окончании сезона 2019 «Рио-Гранде Валли Торос» не продлил контракт с Донованом.
20 декабря 2019 года Донован подписал контракт с клубом Чемпионшипа ЮСЛ «Норт Каролина», бывший «Каролина Рэйлхокс», чьим воспитанником он является. За «Норт Каролину» он дебютировал 17 июля 2020 года в матче против «Тампа-Бэй Раудис». 13 сентября в матче против «Мемфиса 901» он забил свой первый гол за «Норт Каролину».
12 января 2021 года Донован подписал контракт с клубом «ОКС Энерджи». 19 апреля он был назначен капитаном команды. Свой дебют за «ОКС Энерджи», 24 апреля в матче стартового тура сезона 2021 против «Талсы», он отметил голом.
6 января 2022 года Донован присоединился к клубу «Сакраменто Рипаблик», подписав контракт на сезон 2022. За «Рипаблик» он дебютировал 19 марта в матче против «Сан-Диего Лойал», выйдя на замену в конце второго тайма вместо Кеко Гонтана. 23 апреля в матче против «Рио-Гранде Валли» забил свой первый гол за «Рипаблик». По итогам сезона 2022 Донован был признан самым ценным игроком оборонительного плана «Сакраменто Рипаблик». По окончании сезона 2022 «Сакраменто Рипаблик» задействовал опцию продления контракта Донована. По итогам сезона 2023 Донован был включён в первую символическую сборную Чемпионшипа ЮСЛ. 8 ноября 2023 года Донован продлил контракт с «Сакраменто Рипаблик» на несколько лет.

## Международная карьера
В апреле 2013 года Донован в составе юношеской сборной США участвовал в юношеском чемпионате КОНКАКАФ в Панаме. На турнире он сыграл в матчах против команд Гондураса, Гаити и Гватемалы.
В 2015 году Конор был включён в заявку молодёжной сборной США на участие в молодёжном чемпионате КОНКАКАФ на Ямайке. На турнире он сыграл в матчах против Арубы и Тринидада и Тобаго.
В том же году в составе молодёжной сборной США Донован принял участие в молодёжном чемпионате мира в Новой Зеландии, поехав на мундиаль вместо выбывшего из-за травмы Расселла Канауса. На турнире он сыграл в матче против команды Украины.

## Достижения
Командные
 «Хьюстон Динамо»
- Обладатель Открытого кубка США: 2018

Личные
- Член первой символической сборной Чемпионшипа ЮСЛ: 2023